# Casmòfit

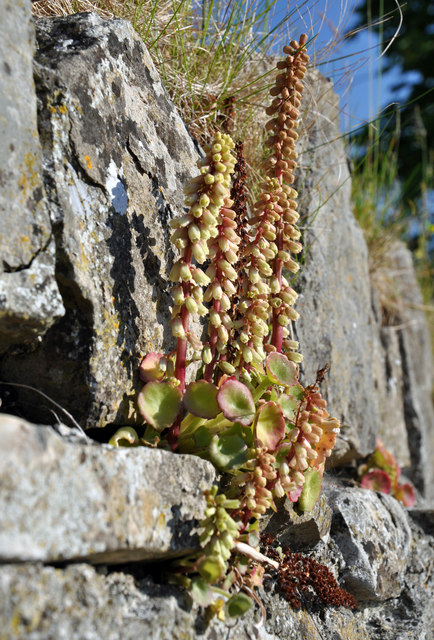
Una planta casmòfíta.

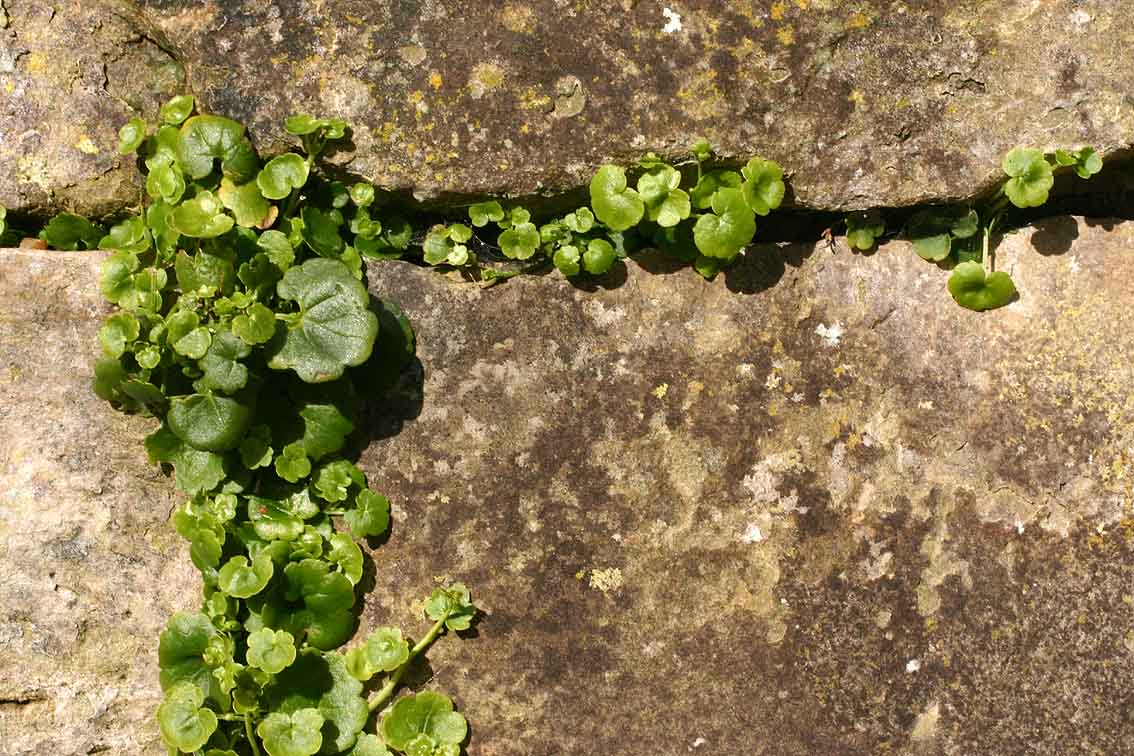
Una planta casmòfita.

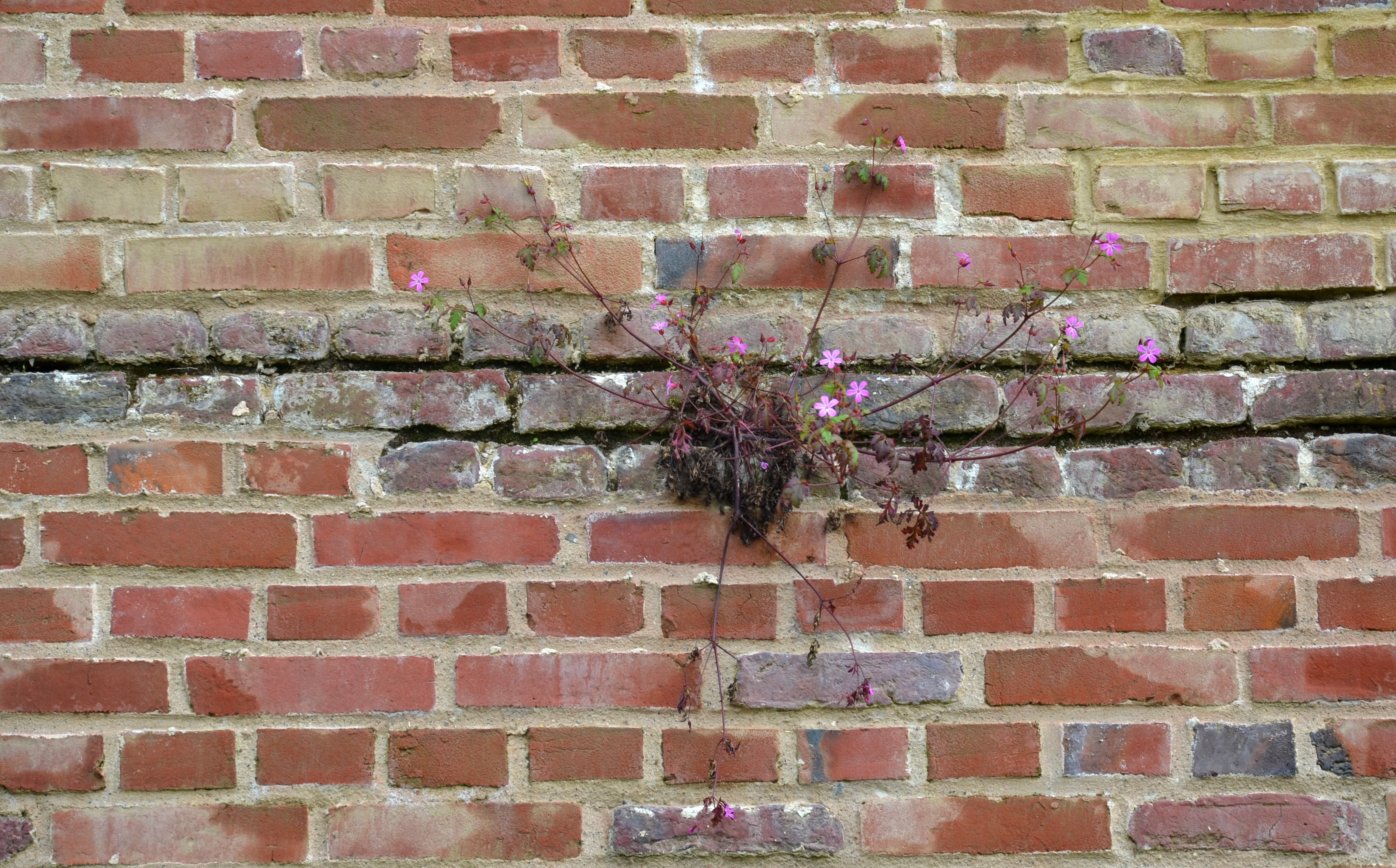
Una planta casmòfita.

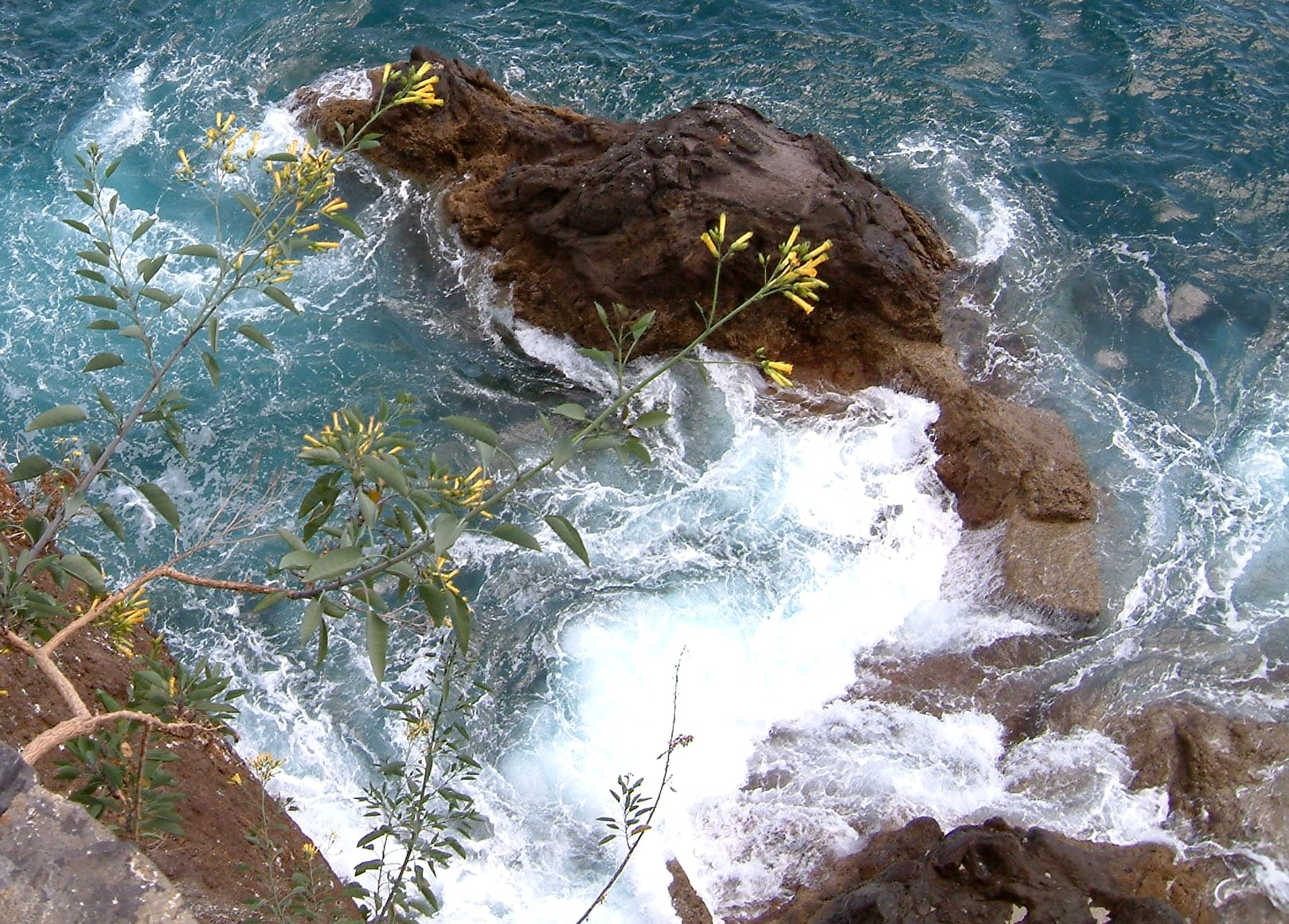
Nicotiana glauca.

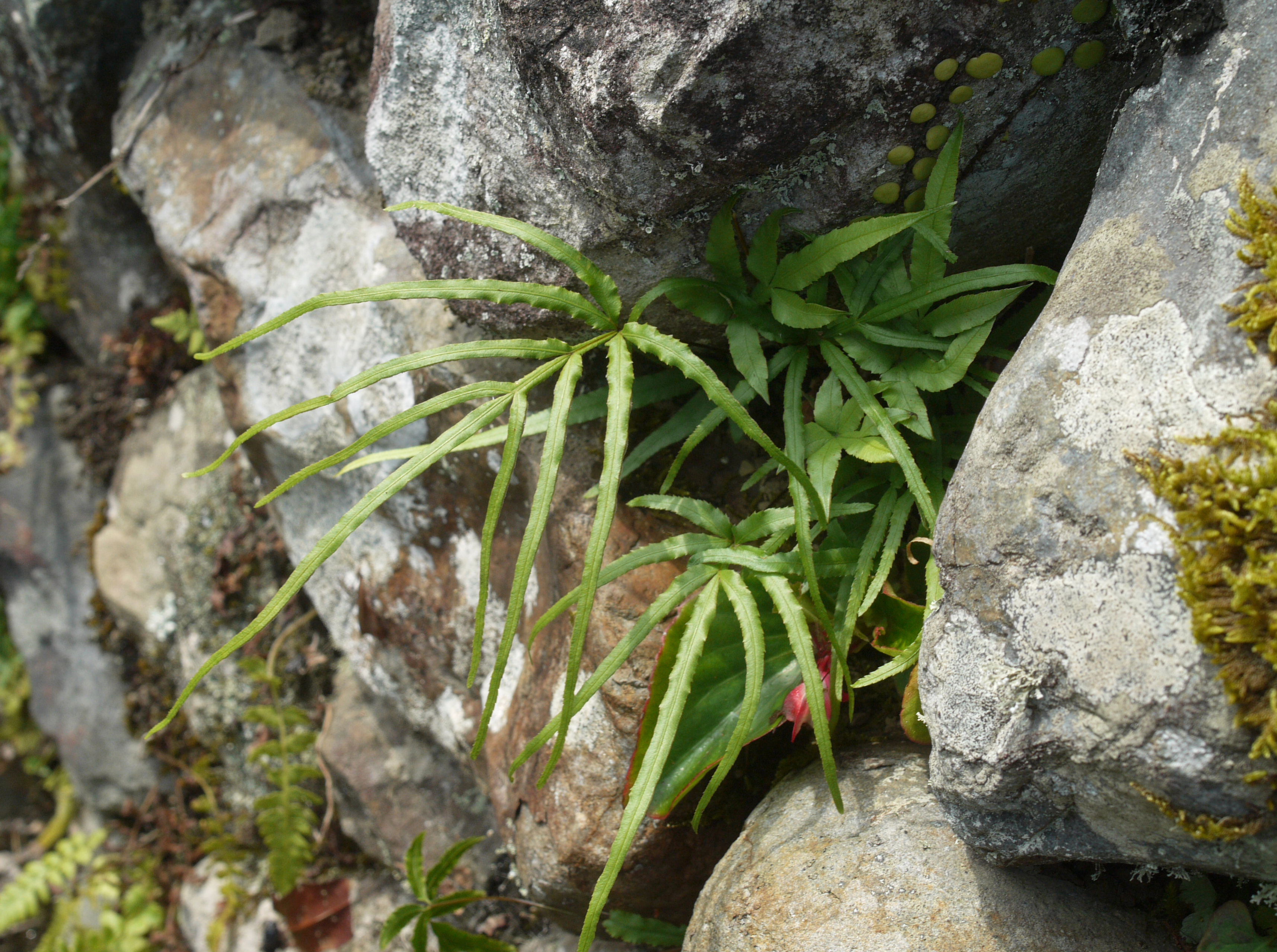
La falguera de mur (Pteris multifida).

En botànica una planta casmòfita, també dita casmòfit i les seves comunitats vegetació casmofítica, flora casmofítica, flora mural o vegetació mural, defineix un tipus de vegetals que viuen en les fissures de parets verticals o murs, tant els naturals com els d'origen antròpic. Les seves arrels estan adaptades a créixer i explotar el limitat substrat que representa el material que omple les esquerdes.

## Etimologia
El terme casmòfit deriva del grec casmos que significa 'obertura' i és el nom que s'utilitzava per a referir-se a les plantes petròfites fissurícoles, és a dir, aquelles que viuen a les fenedures (horitzontals) entre roques, les que tècnicament s'anomemen casmocomòfits o comòfits.

## Característiques generals
Els casmòfits són vegetals amb qualitats superiors que els permeten sobreviure en un ambient amb restriccions en la disponibilitat d'aigua, nutrients, etc. Els casmòfits són un tipus de vegetals petròfits (que viuen sobre roques) que necessiten per viure instal·lar les seves arrels en petites fissures o esquerdes de les parets, on s'acumulen partícules fines arrossegades pel vent, arribant-se a formar un incipient sòl o "protosòl" . Generalment són molt difícils de recol·lectar, ja que els queda el sistema radicular en la fissura. Es diferencien de les litòfites, ja que aquestes últimes poden viure directament aferrades a la roca viva, hàbitat aprofitat, per exemple, per molses i líquens.

## Tipus de vegetació mural
Ecològicament poden dividir-se en dos grans grups.

### Vegetació mural urbana
Aquest tipus de plantes són de les poques comunitats vegetals que podem trobar desenvolupant-se de manera totalment silvestre a les ciutats i poblats. Si bé el medi en què viuen és un producte humà (les parets o murs majoritàriament vells), són independents de nosaltres per a la seva subsistència, per exemple poden seguir sobrevivint sobre ells en els casos de poblats abandonats. La vegetació mural varia en cada regió del món, i generalment conjuga un percentatge d'espècies natives amb un cert nombre d'especialistes cosmopolites, tant d'espècies silvestres transportades pel vent o accidentalment com ruderals escapades de cultius ornamentals. A les regions càlides i humides la flora mural és més diversificada, ja que la topografia del microambient permet que s'incorporin nombroses espècies de plantes saxícoles i epífites regionals.
Conservació
La modificació de l'hàbitat en què es desenvolupen aquestes comunitats les torna sensibles als canvis urbanístics generalitzats, provocant amb això pèrdues en la biodiversitat urbana.

### Vegetació mural natural
Es tracta de les espècies especialitzades en viure en fissures de roques en penya-segats i penya-segats naturals, ja sigui talussos pronunciats de muntanyes, farallons, rodolons de rius, goles, o penya-segats marins.
Dins d'aquest tipus de vegetació es troben diferències, sustentades fonamentalment per l'orientació de la paret (sol versus ombra, calor versus frescor, sequedat versus humitat) per com discorre l'aigua per la superfície de la roca i pel tipus de substrat (la seva composició química) per exemple espècies de parets carbonatades (calcícoles i dolomies),
 calcífugues, guixenques (edafoendemismes de guixos o gipsícolas), toscoses, silicícoles -roques silicatades- (Penyals silicis com quarsites i esquists, etc. També importa la porositat del substrat, l'angle de pendent del vessant, la mida de la fissura, la presència de bosses terrossos assolibles a més profunditat, el diàmetre de les partícules del substrat (les gruixudes retenen poca humitat, mentre que les fines tendeixen a desplaçar-se topogràficament vessant avall com a conseqüència gravitacional del vessament), etc.
En els casos d'afloraments de minerals regionalment atípics, la perllongada antiguitat permet processos d'especiació, els quals generen  microendemismes, per exemple  Anthirrhinum microphyllum , el qual creix en farallons dolomítics de la serra d'Altomira (del sistema Ibèric)
Conservació
El fet de viure en tal inhòspit i inaccessible hàbitat compensa amb l'avantatge de veure lliurades dels depredadors herbívors que les devorarien si el pendent no fos tan vertical. No obstant això, alguns casmòfits que es van desenvolupar per desenes de milers d'anys a murs prou inabordables per als herbívors amb què coevolucionaren, es veuen superats quan l'ésser humà allibera en el seu ambient alguns dels remugants exòtics particularment eficaços en ramonejar en topografies escarpades, abruptes, molt costeruts, amb inclinacions properes als 90°. Això torna a aquestes plantes, fins a aquest moment invulnerables, perfectament assolibles per les seves dents, els que porta a aquestes a col·locar-a la vora de l'extinció. Entre les espècies d'artiodàctils que han causat més mal als casmòfits, especialment en illes oceàniques, es troba la introduïda cabra ( Capra aegagrus hircus ).